# 肯特 (派克县)
肯特（英語：Kent）是一個位於美國阿拉巴馬州派克縣的非建制地區。該地的面積和人口皆未知。

## 地理
肯特的座標為31°57′10″N 86°10′29″W / 31.95278°N 86.17472°W，而該地的平均海拔高度為121米（即397英尺）。